# Tập đoàn quân 25 (Liên Xô)
Tập đoàn quân 25 là một đơn vị quân sự chiến lược cấp tập đoàn quân của Hồng quân Liên Xô phục vụ tại Viễn Đông Nga giai đoạn Chiến tranh Thế giới thứ hai
Được thành lập vào tháng 6 năm 1941, Tập đoàn quân 25 đã không tham chiến cho đến khi Liên Xô tấn công Mãn Châu vào tháng 8 năm 1945, khi lực lượng này tiến vào miền bắc Triều Tiên. Sau Chiến tranh thế giới thứ hai, đơn vị chịu trách nhiệm về Cơ quan quản lý dân sự của Liên Xô ở Bắc Bán đảo Triều Tiên và giúp thiết lập một nhà nước Cộng sản ở Bắc Triều Tiên dưới sự lãnh đạo của Kim Nhật Thành. Lực lượng này vẫn ở lại Triều Tiên cho đến khi rút quân vào năm 1948, và đóng quân tại Primorsky Krai cho đến khi giải tán năm 1957.

## Chiến tranh thế giới thứ hai
Đơn vị được thành lập tại Phương diện quân Viễn Đông của Liên Xô trên cơ sở Quân đoàn súng trường 43 (tại Primorsky Krai) vào ngày 20 tháng 6 năm 1941 theo lệnh của ngày 8 tháng 3. Có trụ sở chính tại Voroshilov, do Trung tướng Filipp Parusinov chỉ huy. Đơn vị ban đầu bao gồm Quân đoàn súng trường 39 với Sư đoàn súng trường 32, Sư đoàn súng trường 40 và 92, cũng như Sư đoàn súng trường 105 và các Khu vục phòng thủ kiên cố số 106, 107, 108, 110 và 111 thuộc Lục quân. Đơn vị chịu trách nhiệm bảo vệ biên giới ở Primorsky Krai. Vào ngày 10 tháng 8 năm 1943, đơn vị trở thành một phần của Cụm tác chiến Duyên hải. Ngày 20 tháng 4 năm 1945, lực lượng này trở thành một phần của Phương diện quân Viễn Đông, và nhanh chóng được trực thuộc Stavka.
Vào tháng 6, Đại Tướng Ivan Chistyakov nắm quyền chỉ huy đơn vị. Vào ngày 5 tháng 8, đơn vị trở thành một phần của Phương diện quân Viễn Đông 1, được tái thiết lập từ Cụm tác chiến Duyên hải để chuẩn bị cho cuộc tấn công Mãn Châu của Liên Xô. Vào thời điểm đó, Sư đoàn súng trường 393 và các đơn vị bổ sung số 7 và 113 nằm trong thành phần Tập đoàn quân. Vào đầu cuộc xâm lược vào ngày 9 tháng 8, đơn vị bao gồm Quân đoàn súng trường 39 với các Sư đoàn súng trường 40, 384 và 386, Sư đoàn súng trường 393 và các Sư đoàn 7, 106, 107, 108, 110, Khu vục phòng thủ kiên cố số 111 và 113.
Trong cuộc tấn công Mãn Châu của Liên Xô, lực lượng này đã chiến đấu trong Chiến dịch tấn công Cáp Nhĩ Tân-Kirin. Đến cuối ngày 10 tháng 8, đơn vị đã vượt qua phòng tuyến của Nhật Bản, đánh chiếm các khu vực Đông Ninh, Dongxin-zhen và Hồn Xuân, cắt đường Đông Ninh-Tumyntsa-Hồn Xuân, tiến sâu 15 km (9,3 mi) đến 20 km (12 dặm). Vào ngày 11 tháng 8, Tập đoàn quân 25 đã chiếm được Laoheishan và Hunchun, và vào ngày hôm sau đã chiếm được các cảng Unggi và Rason trên bờ biển phía đông của Hàn Quốc cùng với lực lượng đổ bộ của Hạm đội Thái Bình Dương. Kết quả của đợt tiến công, đơn vị đã nhận bổ sung Quân đoàn súng trường 17 của Tập đoàn quân 5 cùng Sư đoàn súng trường 88 và quân đoàn cơ giới 10 dự bị từ trước. Với sự tiếp viện, tập đoàn quân cũng nhận được một nhiệm vụ mới: tiến về phía nam và cắt đứt liên lạc giữa quân Nhật ở Hàn Quốc và quân ở Mãn Châu, đồng thời phối hợp với lực lượng đổ bộ của Hạm đội Thái Bình Dương, đánh chiếm các cảng ở bờ biển phía đông Triều Tiên. Để hoàn thành nhiệm vụ này, đơn vị đã đánh bại các bộ phận của Tập đoàn quân 3 và 34 của Nhật Bản và chiếm được Uông Thanh vào ngày 15 tháng 8, Chongjin vào ngày 16 tháng 8, Ranan và Diên Cát ngày 17 tháng 8 cùng các đơn vị khác. Trong khoảng thời gian từ ngày 18 đến ngày 20 tháng 8, đơn vị đã tước vũ khí của quân đội Nhật đầu hàng, và được tái bố trí đến khu vực Bình Nhưỡng vào cuối tháng.

## Hậu chiến tranh

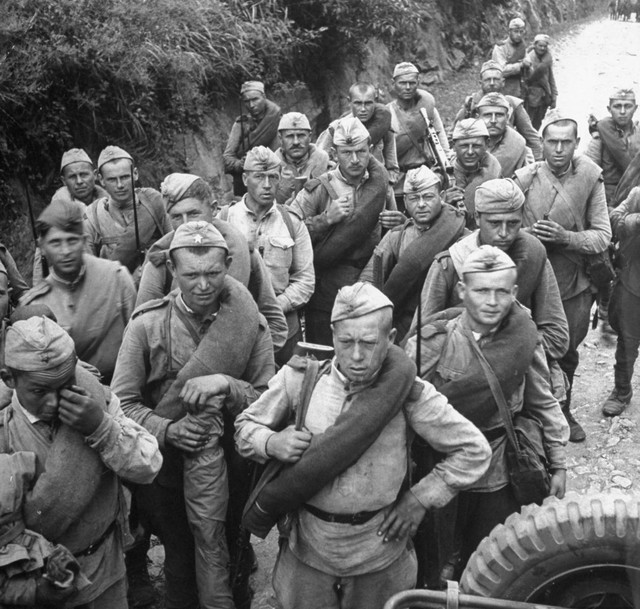
Các binh sĩ của Tập đoàn quân 25 ở Triều Tiên, tháng 10 năm 1945

Tổng hành dinh của Tập đoàn quân được thành lập tại Bình Nhưỡng vào ngày 26 tháng 8 sau khi Chistyakov từ chối lựa chọn Hamhung vào ngày hôm trước sau khi đơn vị được giao nhiệm vụ chiếm đóng những gì sẽ trở thành Triều Tiên. Vị trí đặt đại bản doanh của Tập đoàn quân 25 ở Bình Nhưỡng có lẽ đã xác định vị trí của thủ đô Bắc Triều Tiên trong tương lai.Ngay sau khi chiến tranh với Nhật Bản kết thúc, đơn vị bao gồm Quân đoàn súng trường 39 (gồm Sư đoàn súng trường 40, 384 và Sư đoàn cơ giới hóa 10) và Quân đoàn súng trường 88(Các sư đoàn súng trường 258, 386 và 393) và 8 đơn vị Khu vục phòng thủ kiên cố (bao gồm các liên đoàn 7, 106, 108, 110, 111, 113, 150, 162) nhưng tất cả đều được tổ chức lại vào năm 1946 thành các sư đoàn pháo súng máy. Ngoài ra còn có các Lữ đoàn xe tăng 72, 76, 218, 259.   Vào ngày 1 tháng 10, đơn vị trở thành một phần của Quân khu Primorsky. Hai đoàn đã tan rã vào tháng 8 năm 1946 và Quân đoàn súng trường 65 (gồm sư đoàn súng trường 63 và 144) đã được chuyển giao cho Tập đoàn quân số 5.
Sự phân chia đất nước Triều Tiên giữa Hoa Kỳ và Liên Xô sau khi Nhật Bản bị đánh bại đã được thỏa thuận tại Hội nghị Tehran năm 1943. Tập đoàn quân 25 đóng vai trò là lực lượng chiếm đóng ở phía bắc vĩ tuyến 38 trong khi Quân đội Hoa Kỳ thành lập Hàn Quốc ở miền nam. Dưới thời Chính quyền Dân sự Liên Xô, Tập đoàn quân 25 đã giúp đưa Kim Il-Sung và Đảng Công nhân Triều Tiên lên nắm quyền. Họ cũng hỗ trợ thanh trừng các cộng tác viên cũ, doanh nhân, chủ đất, và các nhà đứng đầu tôn giáo. Những người này hoặc sẽ trốn sang Hàn Quốc trong tương lai hoặc sẽ bị trục xuất hoặc bị cầm tù ở tỉnh Hamgyong.
Cuối năm 1948, Tập đoàn quân được lệnh rút khỏi Triều Tiên và đóng quân ở miền nam Primorsky Krai trên biên giới Triều Tiên và Trung Quốc, cũng như trên bờ biển Vịnh Peter Đại đế. Trụ sở chính của đơn vị được đặt tại Shkotovo. Vào tháng 3 năm 1953, lực lượng bao gồm các Sư đoàn Pháo máy-Súng máy 9, 10, 21 và 24. Sư đoàn cơ giới hóa 10 đã trở thành một phần của Quân đoàn súng trường 65 vào thời điểm này, và Sư đoàn súng trường số 40 trực thuộc Tập đoàn quân. Vào tháng 4 năm 1953, Quân khu Primorsky bị giải tán và Tập đoàn quân trở thành một bộ phận của Quân khu Viễn Đông. Tư lệnh cuối cùng của quân đội là Trung tướng (được thăng cấp Đại tá ngày 8 tháng 8 năm 1955) Ivan Rubanyuk, người nắm quyền chỉ huy vào ngày 18 tháng 5 năm 1953. Quân đoàn súng trường số 65 và các sư đoàn của nó đã bị giải tán vào mùa hè năm 1956 và số sư đoàn súng trường còn lại của Tập đoàn quân 25  trở thành các sư đoàn súng trường cơ giới vào mùa xuân năm 1957. Vào ngày 1 tháng 5, Tập đoàn quân bao gồm các Sư đoàn súng trường cơ giới 40, 84, 147 và 148. Vào tháng 12 năm 1957, Tập đoàn quân bị giải tán và các sư đoàn còn lại của nó được chuyển giao cho Quân đoàn 5. Các Sư đoàn 84, 147 và 148 bị giải tán cùng với Tập đoàn quân 25. 

## Các đời chỉ huy
Trong thời gian tồn tại, Tập đoàn quân 25 được chỉ huy bởi các sĩ quan sau: 
- Trung tướng Filipp Parusinov (11 tháng 3 năm 1941-25 tháng 6 năm 1943)
- Thiếu tướng Alexander Maximov (25 tháng 6 năm 1943-28 tháng 6 năm 1945)
- Đại tá Đại tướng Ivan Chistyakov (28 tháng 6 năm 1945 - 18 tháng 2 năm 1947)
- Trung tướng Gennady Korotkov (19 tháng 2 năm 1947 - 19 tháng 4 năm 1948)\
- Trung tướng Vasily Shvetsov (20 tháng 4 năm 1948 - 17 tháng 5 năm 1953)
- Trung tướng (thăng Đại tá ngày 8 tháng 8 năm 1955) Ivan Rubanyuk (18 tháng 5 năm 1953 - 30 tháng 12 năm 1957)